# Lex Luthor: Biografia Não-Autorizada
Lex Luthor - biografia não-autorizada (Lex Luthor: The Unauthorized Biography no original) é um romance gráfico estadunidense criado por James D. Hudnall (roteiro) e Eduardo Barreto (arte). Foi publicado pela DC Comics em 1989 e conta a história de um jornalista que resolve descobrir a verdade sobre a história do vilão Lex Luthor. 
Em 1991, a história foi publicada pela Editora Abril, no ano seguinte, ganhou o Troféu HQ Mix de "melhor edição especial". A obra foi publicada no Brasil uma segunda vez em 2002, pela Mythos Editora.